# Топоште

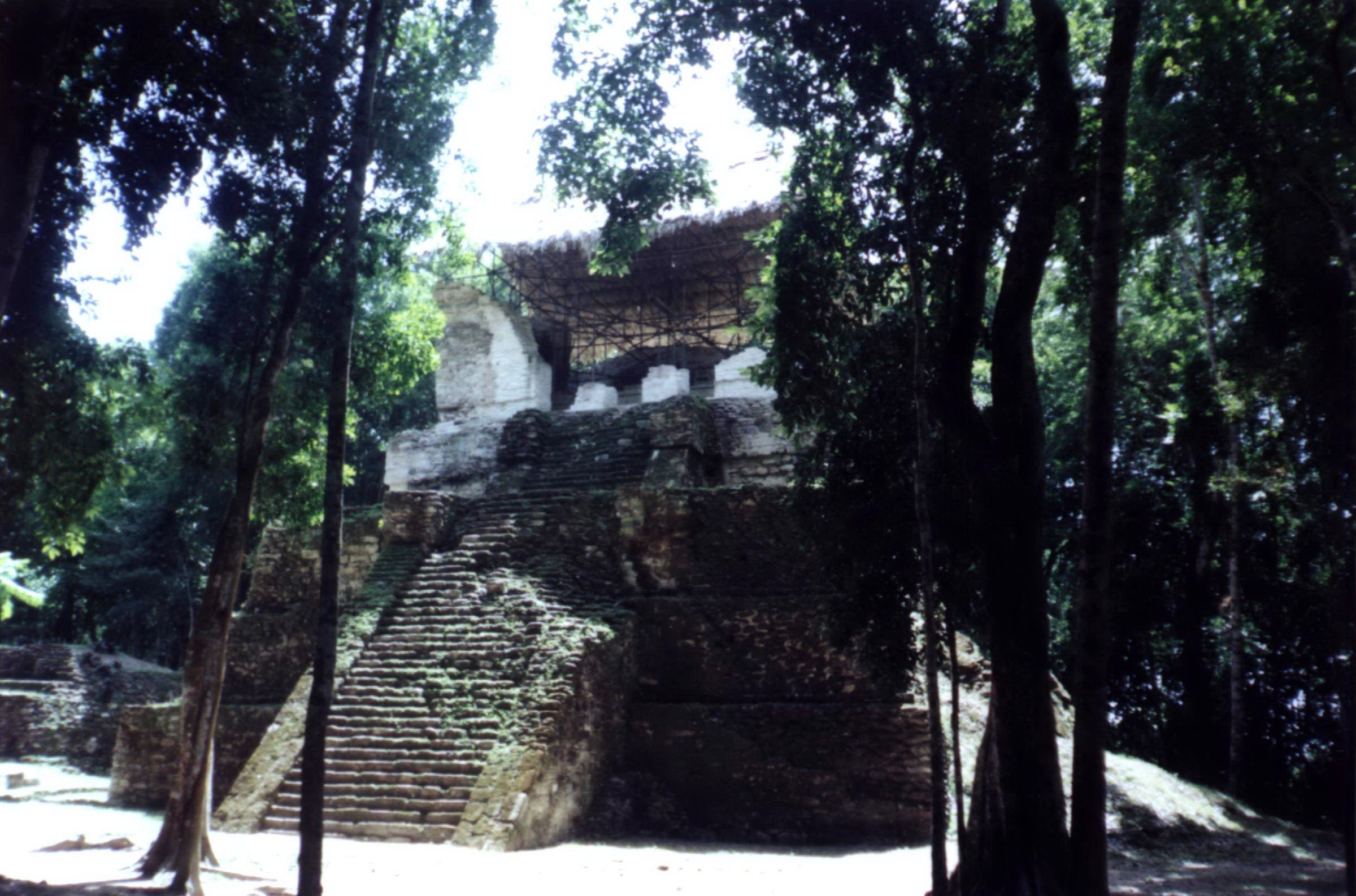
Здание C в Топоште.

Топоште, Topoxté — археологический памятник на территории департамента Петен в Гватемале. Это руины города цивилизации майя, бывшей столицы пост-майяского государства Майя-Ковой (Maya Ko’woj), крупнейший город Петена в постклассический период месоамериканской истории. Город Топоште находился на острове (ныне полуостров) в лагуне Йашха. Название Топоште означает «семя растения Brosimum alicastrum» (данное растение составляло важную часть рациона майя).
Город появился в поздний классический период; его населили выходцы из знатных семейств города Йашха. Курган 49, сооружённый около 750 г., является свидетельством брака, заключённого между правителем Тикаля и представительницей знатного семейства. Город был заброшен в конце классического периода, около 900 г., вновь заселён около 1350 г., и после столетия процветания окончательно заброшен в 1450 году.
В составе археологического памятника выделяется три группы: две платформы высотой 5 метров и низкий жилой район, состоящий из около 100 сооружений. Центральная площадь ограничена 3 храмами в постклассическом стиле, с вертикальными стенами, колоннами и плоскими каменными перекрытиями.